# Бесчастнов, Алексей Михайлович
Алексей Михайлович Бесчастнов — советский хозяйственный и государственный деятель, лауреат Государственной премии СССР за выдающиеся достижения в труде.

## Биография
Родился в 1940 году в Московской области. Член КПСС.
В 1963—1991 — водитель подвижного состава 3-го автокомбината Мосснабпромтранса.
За большой личный вклад в повышение эффективности использования автомобильного и ж/д транспорта был в составе коллектива удостоен Государственной премии СССР за выдающиеся достижения в труде 1983 года.
Делегат XXVII съезда и XIX партконференции КПСС.
Жил в Москве.

## Награды
- Орден Ленина
- Орден Трудового Красного Знамени